# Gewehr 43
El Gewehr 43 o Karabiner 43 (G43, K43, Gew 43, Kar 43) fue un fusil semiautomático alemán de 7,92 mm, desarrollado en la Segunda Guerra Mundial. Era una modificación del anterior G41(W) pero empleando un sistema de gas similar al del fusil soviético Tokarev SVT-40. 

## Historia
La necesidad del Heer de un fusil semiautomático dio como resultado dos modelos - el G 41 (M) y el G41(W), de la Mauser y la Walther, respectivamente. El modelo de la Mauser fue introducido en 1941 y por lo menos se fabricaron unos 12 755, pero demostró ser poco fiable en combate. El modelo de la Walther tuvo un mejor desempeño en combate, pero aun así tenía problemas de fiabilidad. En 1943, la Walther combinó un nuevo sistema de gas modificado con el G41(W) y su desempeño mejoró mucho. Fue aceptado y entró en servicio como el Gewehr 43, siendo rebautizado como Karabiner 43 en 1944 y con una producción total de 4 000 000 unidades entre 1943-1945.

## Gewehr 41(M) y G41(W)
Para 1940, estaba claro que se necesitaba un fusil semiautomático, con una mayor cadencia de disparo que los existentes fusiles de cerrojo, para mejorar la eficacia en combate de la infantería. El Heer emitió una especificación a diversos fabricantes de armas, siendo los prototipos de la Mauser y la Walther muy parecidos. Sin embargo, se le aplicaron unas restricciones al diseño:
- El cañón no debía tener agujeros para dirigir los gases del disparo al mecanismo de recarga;
- Los fusiles no debían tener cualquier pieza móvil en el exterior;
- En el caso de que el mecanismo de recarga fallase, debía tener un cerrojo de accionamiento manual.

En consecuencia, ambos modelos empleaban un mecanismo conocido como "sistema Bang" (diseñado por el danés Søren H. Bang). En este sistema, los gases del disparo eran atrapados por una trampa de forma cónica en la boca del cañón, que a su vez los desviaba para accionar un pequeño pistón que empujaba un largo émbolo, el cual abría el cerrojo y recargaba el fusil. Todo lo contrario del habitual sistema de recarga por gas, donde los gases son dirigidos desde el cañón y empujan hacia atrás un pistón para abrir el cerrojo. Ambos modelos también incluían cargadores externos fijos con capacidad de 10 cartuchos, que eran cargados con dos peines del Karabiner 98k y empleaban el cartucho alemán estándar 7,92 x 57 Mauser. Esto hacía que la recarga sea relativamente lenta.
El modelo de la Mauser, el G41(M), falló. Solamente se produjeron 6673 fusiles antes de que su producción fuera cancelada, de los cuales 1.673 fueron devueltos como inutilizables. La mayoría de piezas metálicas de este fusil eran de acero fresado y algunos fusiles, especialmente los modelos posteriores, tenían guardamanos de baquelita. El modelo de la Walther fue más exitoso porque los diseñadores simplemente ignoraron las dos últimas restricciones indicadas arriba.
Estos fusiles, junto a sus contrapartes G41 (M), padecían de acumulación de suciedad en el sistema de gas. Estos problemas parecían surgir del muy complicado sistema de trampa de gas, que se corroía por el empleo de fulminantes corrosivos y la acumulación de hollín. El conjunto de la boca del cañón estaba compuesto por muchas piezas pequeñas y era difícil de mantener limpio, desensamblar y mantener en campaña. El fusil fue rediseñado en 1943 como el Gewehr 43, empleando un sistema de gas similar al del SVT-40 y un cargador extraíble.
Los fusiles G41(W) fueron producidos en dos fábricas, la Walther de Zella-Mehlis y la Berlin-Lübecker Maschinenfabrik . Los fusiles Walther tienen estampados el código AC y los marcajes de inspección WaA359, mientras que los de la BLM tienen estampados el código DUV y los marcajes de inspección WaA214. Además estos fusiles son relativamente escasos y bastante valiosos entre los coleccionistas. Diversas fuentes estiman su producción entre 40 000 y 145 000 unidades. Fueron muy utilizados en el Frente del Este.

## Gewehr 43 / Karabiner 43
En 1941, Alemania invadió la Unión Soviética como parte de la Operación Barbarroja. Antes de iniciarse el conflicto, el Ejército Rojo empezó a rearmar a sus soldados, complementando a los viejos fusiles Mosin-Nagant con los nuevos fusiles semiautomáticos SVT-38 y el SVT-40. Esto demostró ser un shock para los alemanes, que comenzaron a impulsar significativamente el desarrollo de sus propios fusiles semiautomáticos.
El SVT-40 usaba un mecanismo muy simple de gas, que fue copiado por la Walther y agregado a su G41(W), produciendo el Gewehr 43 (o G43). El simple y resistente diseño, junto a su mecanismo, hizo que el G43 sea ligero, fácil de fabricar en masa, más fiable y mucho más resistente que el Gewehr 41; las tropas de montaña alemanas los empleaban como peldaños en escaleras de cuerda al escalar. La adición de un cargador extraíble de 10 balas fue una mejora respecto al cargador fijo del G41(W). El Gewehr 43 fue concebido, al igual que el G41, para ser cargado usando dos peines de 5 balas y sin extraer el cargador. Los soldados armados con este fusil usualmente transportaban una cartuchera estándar para peines y el portacargador del Gewehr 43 con dos cargadores de repuesto. El Gewehr 43 entró en producción en octubre de 1943, y en 1944 le siguió el Karabiner 43 (K43), que era idéntico al G43 excepto por la letra estampada en un lado del cajón de mecanismos. El cambio de nombre de Gewehr a Karabiner (carabina) se debió al hecho que el fusil era en realidad dos centímetros más largo que el Karabiner 98k estándar, por lo que el nombre Gewehr (fusil) no era adecuado. La Wehrmacht trató de equipar a cada compañía de Granaderos Panzer del Heer con 19 fusiles G43, incluyendo 10 equipados con miras telescópicas, para suministrarse según lo considere adecuado el comandante de la compañía. Esto nunca se logró del todo en la práctica.
La producción total al final de la guerra fue de 402 713 fusiles de ambos modelos, incluyendo al menos 53 435 fusiles de francotirador: estos G43/K43 eran empleados con la mira telescópica Zielfernrohr 43 (ZF 4) de 4x aumentos. Este fusil fue originalmente diseñado para emplearse con la bocacha lanzagranadas Schiessbecher (que también era estándar para el Mauser Kar 98k) y el silenciador Schalldämpfer, sin embargo estos accesorios fueron considerados ineficaces en pruebas y se cancelaron antes que el fusil sea producido en serie. Al fusil también le faltaba un riel para bayoneta. El Gewehr 43 quedó en servicio con el Ejército checoslovaco por varios años después de la guerra. Igualmente, a las Tropas de Frontera de la RDA y la Volkspolizei (o VoPo) se les suministró fusiles G43 reacondicionados, que pueden reconocerse por un sol estampado cerca del número de serie y el número de serie escrito con lápiz eléctrico sobre las piezas extraíbles.   

## Otros detalles
Hubo muchas pequeñas variaciones introducidas en el G/K43 durante su producción. Es importante tomar en cuenta que no se le hicieron cambios específicos al fusil para que coincida con el cambio de designación de Gewehr a Karabiner, excepto por la letra estampada en un lado del cajón de mecanismos. Un estudio atento muestra que varios fusiles con el marcaje "G" tienen características que se encuentran en los fusiles con el marcaje "K" y viceversa. Por lo tanto no hay diferencia en peso o longitud entre el G43 y el K43. Existen variaciones en la longitud del cañón, pero estas son el producto de las diferentes tolerancias de las máquinas-herramienta de distintas fábricas, y/o fusiles experimentales de cañón largo. A finales de la guerra se modificó una cantidad desconocida de fusiles K43 para emplear el cartucho 7,92 x 33 Kurz y el cargador del StG 44.

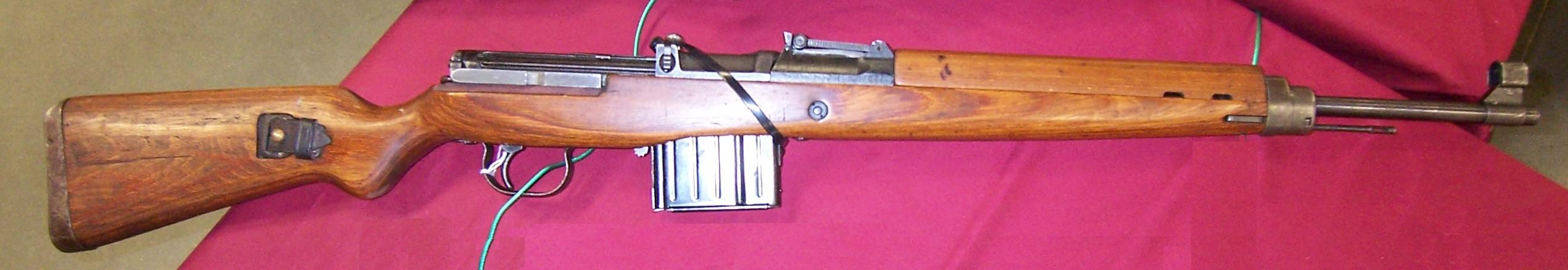
Un K43 con riel para montar una mira telescópica.

Aunque la mayoría de fusiles G/K43 están equipados con un riel para montar una mira telescópica, fueron suministrados a la infantería sin mira telescópica. Cuando eran equipados con una mira telescópica, esta solamente era la ZF 4 de 4x aumentos. No se sabe de otras combinaciones de soportes y miras telescópicas que los alemanes instalaron en sus fusiles G/K43 durante la Segunda Guerra Mundial. Después de la guerra han aparecido muchas variantes extrañas, pero todas ellas fueron obra de armeros aficionados. Los fusiles con la culata rota son comunes, porque a los soldados alemanes se les ordenaba inutilizar sus fusiles semiautomáticos antes de ser capturados.   

## Variantes
- Versiones con cañón de 600, 650 y 700 mm
- Versiones con miras de 4x o 2,5x